# 2001年世界大賽
2001年世界大賽，是由拿下三連霸的美國聯盟冠軍紐約洋基隊與國家聯盟冠軍亞利桑那響尾蛇隊進行交戰，最終由亞利桑那響尾蛇隊以四比三擊敗三連霸的紐約洋基隊，這也是響尾蛇首座世界大賽冠軍，也讓洋基想衛冕四連霸夢碎了。由於大賽一個月多前才發生911恐怖攻擊，而其中一個主場又位於攻擊事件發生地紐約市，因此大賽期間特別注意安全防護。

## 出線過程
|  | 分區賽 （美聯分區賽、國聯分區賽） | 分區賽 （美聯分區賽、國聯分區賽） | 分區賽 （美聯分區賽、國聯分區賽） |                |              | 聯盟冠軍賽 （美聯冠軍賽、國聯冠軍賽） | 聯盟冠軍賽 （美聯冠軍賽、國聯冠軍賽） | 聯盟冠軍賽 （美聯冠軍賽、國聯冠軍賽） |  |     | 世界大賽   | 世界大賽 | 世界大賽 |
|  |                                   |                                   |                                   |                |              |                                       |                                       |                                       |  |     |            |          |          |
|  | 2                                 | 紐約洋基隊                        | 3                                 |                |              |                                       |                                       |                                       |  |     |            |          |          |
|  | 4                                 | 奧克蘭運動家                      | 2                                 |                |              |                                       |                                       |                                       |  |     |            |          |          |
|  | 4                                 | 奧克蘭運動家                      | 2                                 |                | 2            | 紐約洋基隊                            | 4                                     |                                       |  |     |            |          |          |
|  | 美國聯盟                          |                                   |                                   |                | 2            | 紐約洋基隊                            | 4                                     |                                       |  |     |            |          |          |
|  |                                   | 1                                 | 西雅圖水手                        | 1              |              |                                       |                                       |                                       |  |     |            |          |          |
|  | 1                                 | 1                                 | 西雅圖水手                        | 1              | 西雅圖水手   | 3                                     |                                       |                                       |  |     |            |          |          |
|  | 1                                 |                                   |                                   |                | 西雅圖水手   | 3                                     |                                       |                                       |  |     |            |          |          |
|  | 3                                 | 克里夫蘭印地安人                  | 2                                 |                |              |                                       |                                       |                                       |  |     |            |          |          |
|  |                                   |                                   |                                   |                |              |                                       |                                       |                                       |  | AL2 | 紐約洋基隊 | 3        |          |
|  |                                   |                                   | NL2                               | 亞利桑那響尾蛇 | 4            |                                       |                                       |                                       |  |     |            |          |          |
|  | 4                                 | 聖路易紅雀                        | 2                                 |                |              |                                       |                                       |                                       |  |     |            |          |          |
|  | 2                                 | 亞利桑那響尾蛇                    | 3                                 |                |              |                                       |                                       |                                       |  |     |            |          |          |
|  | 2                                 | 亞利桑那響尾蛇                    | 3                                 |                | 2            | 亞利桑那響尾蛇                        | 4                                     |                                       |  |     |            |          |          |
|  | 國家聯盟                          |                                   |                                   |                | 2            | 亞利桑那響尾蛇                        | 4                                     |                                       |  |     |            |          |          |
|  |                                   | 3                                 | 亞特蘭大勇士                      | 1              |              |                                       |                                       |                                       |  |     |            |          |          |
|  | 1                                 | 3                                 | 亞特蘭大勇士                      | 1              | 休士頓太空人 | 0                                     |                                       |                                       |  |     |            |          |          |
|  | 1                                 |                                   |                                   |                | 休士頓太空人 | 0                                     |                                       |                                       |  |     |            |          |          |
|  | 3                                 | 亞特蘭大勇士                      | 3                                 |                |              |                                       |                                       |                                       |  |     |            |          |          |

## 概括
國聯 亞利桑那響尾蛇（4）－ 美聯 紐約洋基（3）
| 場次 | 比分                                      | 日期     | 比賽地點          | 時間 | 觀眾人數 |
| ---- | ----------------------------------------- | -------- | ----------------- | ---- | -------- |
| 1    | 紐約洋基 - 1，亞利桑那響尾蛇 - 9          | 10月27日 | Bank One Ballpark | 2:44 | 49,636   |
| 2    | 紐約洋基 – 0, 亞利桑那響尾蛇 – 4          | 10月28日 | Bank One Ballpark | 2:35 | 49,636   |
| 3    | 亞利桑那響尾蛇 - 1，紐約洋基 – 2          | 10月30日 | 洋基体育场        | 3:26 | 55,820   |
| 4    | 亞利桑那響尾蛇 – 3， 紐約洋基 – 4（10局） | 10月31日 | 洋基体育场        | 3:31 | 55,863   |
| 5    | 亞利桑那響尾蛇 – 2， 紐約洋基 – 3（12局） | 11月1日  | 洋基体育场        | 4:15 | 56,018   |
| 6    | 紐約洋基 – 2， 亞利桑那響尾蛇 – 15        | 11月3日  | Bank One Ballpark | 3:33 | 49,707   |
| 7    | 紐約洋基 – 2， 亞利桑那響尾蛇 – 3         | 11月4日  | Bank One Ballpark | 3:20 | 49,589   |

## 逐場比賽結果

### 第一戰：10月27日
- 亞利桑那州，鳳凰城，Bank One Ballpark

| 紐約洋基 | 1 | 0 | 0 | 0 | 0 | 0 | 0 | 0 | 0 | 1 | 3  | 2 |
| 亞利桑那響尾蛇                                                                                                 | 1 | 0 | 4 | 4 | 0 | 0 | 0 | 0 | x | 9 | 10 | 0 |
| 勝投： 柯特·席林 (1-0) 敗投： 麥克·穆西纳 (0-1) 全壘打： 洋基：無 響尾蛇：康塞爾(1下，1分)、岡薩雷斯(3下，2分) |   |   |   |   |   |   |   |   |   |   |    |   |

本場比賽兩邊分別派出了美聯防禦率第二的穆西納和國聯防禦率第二的席林，兩位前金鶯隊的投手（雖然兩人不曾同時在金鶯待過）也分別是兩隊全年投最多局的人。
一局上半洋基馬上突破了席林的投球，威廉斯一支左邊線的二壘安打送回了被觸身上壘的基特，不過一局下半國聯冠軍賽MVP康塞爾一發陽春砲扳平比數。
三局下半，Tony Womack被穆西納觸身球打中，整個國聯冠軍賽狀況低迷的岡薩雷斯打出他生涯在世界大賽的首轟超前比分，隨後賈斯提斯在右外野一次嚴重失誤讓穆西納又多掉兩分非自責分，最後二三壘有人時席林的內野滾地球暫時中斷了響尾蛇的進攻；四局下，新上來的Randy Choate被連續安打掉了一分後，布羅修斯也貢獻一次大暴傳，讓響尾蛇輕鬆再拿三分。
雖然後面洋基牛棚沒讓分差再擴大，但洋基打線從第二局結束留下布羅修斯的二壘殘壘後就沒能再站上二壘壘包過了，席林（7局）和兩位牛棚投手Mike Morgan、Greg Swindell（各1局）在早早獲得分數支援的情況下輕鬆的拿下第一勝。

### 第二戰：10月28日
- 亞利桑那州，鳳凰城，Bank One Ballpark

| 紐約洋基                                                                                          | 0 | 0 | 0 | 0 | 0 | 0 | 0 | 0 | 0 | 0 | 3 | 0 |
| 亞利桑那響尾蛇                                                                                    | 0 | 1 | 0 | 0 | 0 | 0 | 3 | 0 | x | 4 | 5 | 0 |
| 勝投： 藍迪·強森 (1-0) 敗投： 安迪·派提特 (0-1) 全壘打： 洋基：無 響尾蛇：麥特·威廉斯（7下，3分） |   |   |   |   |   |   |   |   |   |   |   |   |

第二場比賽，兩邊不約而同派出了在聯盟冠軍賽取得兩勝的左投強森和派提特，兩人從聯盟冠軍賽第五戰封王以來分別有6天和5天的休息。
二局下半，Reggie Sanders打出內野安打後，Danny Bautista用二壘安打把他送回來，這是兩隊到六局結束為止唯一一次有人攻佔得點圈，而且最後Bautista想趁著內野滾地球挑戰本壘時出局了。在雙方先發投手壓制下，1比0的比數維持了大半場比賽。
七局下半，岡薩雷斯被觸身球上壘，接下來兩次可能的雙殺機會洋基都沒有把握住：首先Sanders打出三壘方向滾地球，但索利安諾踩二壘後傳一壘時傳偏，導致一壘手接球時不得不離開壘包而沒能形成雙殺，下一棒Bautista的二壘方向滾地球則是打中派提特的屁股，讓基特跑錯位子，守備瑕疵和純粹的好運讓響尾蛇獲得整場第二次可能的攻勢，托瑞喊了暫停，但進場討論後決定不換下用球數尚低的派提特。此時一出局一二壘有跑者，響尾蛇上場打擊的是季後賽至今打擊率兩成不到、連一支長打都沒有的三壘手Matt Williams，沒想到他這次打出了關鍵的左外野方向深遠三分砲，比分差距一口氣拉開到4分。下個半局，Shane Spencer和索利安諾連續的安打讓洋基首次攻佔得點圈，但強森三振了布羅修斯後讓代打派提特的Luis Sojo打出雙殺，澆熄了洋基反攻的熱情。
最後強森索性把第九局也投完了，在他生涯第一場世界大賽先發就拿下11K的精采完封勝，今天洋基隊全隊唯一沒被他三振過的打者正是第八局上來代打打出雙殺的Sojo，而在他手中上壘的人次（3支安打和1次保送）連三振數的一半都不到。響尾蛇在系列賽前兩場主場比賽，靠著國聯賽揚獎票選前二的兩位先發投手的壓制拿下二連勝。

### 第三戰：10月30日
- 紐約州，布朗克斯，洋基体育场

| 亞利桑那響尾蛇 | 0 | 0 | 0 | 1 | 0 | 0 | 0 | 0 | 0 | 1 | 3 | 3 |
| 紐約洋基 | 0 | 1 | 0 | 0 | 0 | 1 | 0 | 0 | x | 2 | 7 | 1 |
| 勝投： 羅傑·克萊門斯 (1-0) 敗投： Brian Anderson (0-1) 救援成功： 馬里安諾·李維拉（1） 全壘打： 響尾蛇：無 洋基：賀黑·波薩塔(2下，1分) |   |   |   |   |   |   |   |   |   |   |   |   |

本場比賽響尾蛇照本季先發場數的順序派上了Brian Anderson，而洋基隊則是派出美聯賽揚獎得主克萊門斯要守住主場第一戰。本場比賽賽前，現任美國總統小布希前來開球，負責接捕的是第一次參加世界大賽的洋基板凳捕手Todd Greene。本次開球儀式中，小布希出手時是站在投手丘上，而不像大部分來開球名人多半都會往前站幾步，而且小布希甚至投出了一顆好球，洋基體育場的觀眾大喊「U~S~A」。
二局下半，洋基隊的先發捕手波薩塔打出一支陽春彈，洋基先馳得點。四局上半，響尾蛇靠著一支安打和選了兩個保送在一出局時攻佔滿壘，但這個大好得分機會只靠著上場開轟的Matt Williams用高飛犧牲打扳平。
六局上半，響尾蛇在兩出局後靠著觸身球和一壘安打攻佔一三壘，不過Williams的左外野飛球結束了這次攻勢。而幾乎每一局都面臨小危機的Brian Anderson在第六局下半被安打之後又投出暴投和保送，響尾蛇總教練上來把用球數已經破百的先發換下，而救火的Mike Morgan在兩出局後被布羅修斯打出超前的一壘安打。
克萊門斯投完七局後，系列賽開打以來終於有救援機會的守護神李維拉登板，他兩局讓響尾蛇六上六下，投出四次三振，成功守住微小的一分領先。洋基靠著兩位投手的精采表現在系列賽扳回一城，以1比2落後。

### 第四戰：10月31日
- 紐約州，布朗克斯，洋基体育场

| 亞利桑那響尾蛇 | 0 | 0 | 0 | 1 | 0 | 0 | 0 | 2 | 0 | 0  | 3 | 6 | 0 |
| 紐約洋基 | 0 | 0 | 1 | 0 | 0 | 0 | 0 | 0 | 2 | 1x | 4 | 7 | 0 |
| 勝投： 馬里安諾·李維拉 (1-0) 敗投： 金炳賢 (0-1) 全壘打： 響尾蛇：馬克·葛瑞斯(4上，1分) 洋基：Shane Spencer(3下，1分)、提諾·馬丁尼茲(9下，2分)、德瑞克·基特(10下，1分) |   |   |   |   |   |   |   |   |   |    |   |   |   |

本場比賽響尾蛇讓第一戰的先發投手席林休三天後就再度登板，而洋基派上了1999年美聯冠軍賽的MVP赫南德斯。
雖然只休三天，但席林的表現仍然十分出色，他七局投球送出9次三振，只被打出三支安打，唯一的失分則是Shane Spencer三局下半的陽春砲。相對來說，赫南德斯整場讓很多響尾蛇打者上壘，但同樣只因Mark Grace的陽春砲失分，直到七局上半，他在一出局後連投兩個保送後被換掉，不過接手的Mike Stanton讓Tony Womack打出雙殺打結束這個半局。但Stanton下個半局就沒這麼好運了，岡薩雷斯和Erubiel Durazo的連續安打先讓響尾蛇超前，換投後Ramiro Mendoza被Matt Williams打出的內野滾地球又讓響尾蛇跑回一分。響尾蛇在比賽末段終於取得兩分優勢後，也在系列賽的第一次救援機會中派上了自己的守護神金炳賢，他在八局連飆3K，而九局上Mendoza也沒讓差距擴大，比賽進入九局下，響尾蛇3比1領先，金炳賢續投。
九局下半，洋基隊第一個打者是基特，他第一球就往三壘方向偷點想靠速度上壘，不過三壘手Williams迅速的趨前抓下這個出局數，下一棒歐尼爾纏鬥七球後打出一支一壘安打，接下來威廉斯則是被三球三振，兩出局後輪到今天還沒有安打的提諾·馬丁尼茲，他抓著金炳賢的第一球敲出了關鍵的追平兩分砲，比賽重新回到原點，金炳賢馬上又讓波薩塔和賈斯提斯上壘，不過他三振Spencer讓比賽進入延長。十局上，洋基也派上了自己的守護神李維拉，他讓響尾蛇三上三下，而十局下半，響尾蛇仍然沒有換下已經投了超過40球的金炳賢，這個半局金炳賢球速已經明顯下滑，洋基打者幾乎都能碰到球，在兩個外野飛球出局後，這個半局第三個打者基特把金炳賢今天的第61球送上右外野看台，洋基以4比3獲勝。
由於今年的世界大賽因為911事件而延期，所以基特在跨日時打出的那支剛好過牆的再見陽春砲是史上第一支在11月打出的全壘打，他因此被稱為「Mr. November」。洋基靠著三支全壘打打回全部分數，把系列賽比分扳回2平。

### 第五戰：11月1日
- 紐約州，布朗克斯，洋基体育场

| 亞利桑那響尾蛇 | 0 | 0 | 0 | 0 | 2 | 0 | 0 | 0 | 0 | 0 | 0 | 0  | 2 | 8 | 0 |
| 紐約洋基 | 0 | 0 | 0 | 0 | 0 | 0 | 0 | 0 | 2 | 0 | 0 | 1x | 3 | 9 | 1 |
| 勝投： Sterling Hitchcock (1-0) 敗投： Albie Lopez (0-1) 全壘打： 響尾蛇：史蒂夫·芬利（5上，1分）、Rod Barajas（5上，1分） 洋基：布羅修斯(9下，2分) |   |   |   |   |   |   |   |   |   |   |   |    |   |   |   |

本場比賽響尾蛇派出的先發投手是全年先發中繼兩頭跑的Miguel Batista，他在前兩輪都分別以先發和中繼的身分各出賽一場，兩場先發是一勝一敗，而這個系列賽他還沒有出賽過；洋基則是派出第一戰的先發投手穆西納要力拼第三勝，他在第一戰3局就被打了6支安打，加上隊友守備誤事的情況下黯然吞敗。
Batista前兩輪的先發中，13局投球合計只被打了5支安打和投出3個保送，WHIP是非常出色的0.615，但因為其中有3支全壘打而丟了5分，今天他反而幾乎每一局都讓人上壘，但總是有辦法把跑者擋下來：他7.2局投球中，被打了5支安打和投出5個保送，加上一個暴投，八局內有五個半局讓洋基攻佔得點圈，但靠著洋基兩次雙殺和一次盜壘失敗屢屢逃過失分，到最後雖然八局還留下一三壘跑者，但接手的Greg Swindell讓昨天打出追平轟的馬丁尼茲打成左外野飛球出局，仍然是一分都沒丟；另一邊的穆西納8局投球中被打5支安打和投出3個保送，另有遠優於Batista的10次三振，但問題是五局上半Steve Finley和Rod Barajas兩發陽春砲讓響尾蛇取得兩分領先。九局上半，接手穆西納的Ramiro Mendoza雖然被打了一支一壘安打，不過讓Mark Grace打出雙殺形成另類3上3下，沒讓分差擴大。
進入九局下半，響尾蛇2比0領先，總教練Brenly出人意外的換下了八局上來拆炸彈成功、才投了4顆球的Swindell，換上了昨天才投了61球而且還砸鍋的金炳賢。洋基這個半局第一個打者波薩塔馬上打了一支沿左邊線一路滾到牆前的二壘安打，Brenly並沒有喊暫停，而金炳賢連續解決了Shane Spencer和諾布勞克，當看起來他這次能成功收拾這個殘局時，布羅修斯把他的第二球送上左外野看台追平比分，Brenly這次沒有讓金炳賢留在場上，選擇換上Mike Morgan，後者解決了索利安諾，比賽進入延長賽。
整個第十局，新上來的李維拉和Morgan都讓對面打者3上3下。十一局上半，響尾蛇前兩棒打者Danny Bautista和Erubiel Durazo接連打出安打，Matt Williams準確的觸擊把球碰向一壘，讓兩位隊友成功推進，此時李維拉決定敬遠系列賽至今打擊率超過三成的芬利。下一棒Reggie Sanders打了一個二壘方向的強勁平飛球，但被索利安諾飛撲沒收，再下一棒Mark Grace的內野滾地球直接找上了布羅修斯，後者接到球後直接踩三壘結束響尾蛇這個半局的進攻。十一局下半，Morgan仍然沒有讓任何洋基打者上壘。
第十二局，洋基用Sterling Hitchcock換下已經投了兩局的李維拉，他以三上三下度過這個半局；響尾蛇同樣也決定換投，但換上來的Albie Lopez只用了三球就讓洋基攻佔得點圈：諾布勞克第一球就打出安打、布羅修斯則是觸擊兩次後成功推進，下一棒的索利安諾在一好兩壞時打出右外野的平飛安打，Sanders回傳本壘的準頭沒有問題，但速度還是慢了一點，諾布勞克回到本壘得分，比賽結束，洋基以3比2獲勝。
洋基在客場二連敗後，回到主場連續三場以一分差驚險獲勝，在系列賽率先聽牌；全年直到世界大賽前有26次救援機會（例行賽23次、季後賽3次）只失敗4次的金炳賢在世界大賽連兩戰挨轟砸鍋，讓響尾蛇陷入了非常不利的局面。

### 第六戰：11月3日
- 亞利桑那州，鳳凰城，Bank One Ballpark

| 紐約洋基                                        | 0 | 0 | 0 | 0 | 0 | 2 | 0 | 0 | 0 | 2  | 7  | 1 |
| 亞利桑那響尾蛇                                  | 1 | 3 | 8 | 3 | 0 | 0 | 0 | 0 | x | 15 | 22 | 0 |
| 勝投： 藍迪·強森 (2-0) 敗投： 安迪·派提特 (0-2) |   |   |   |   |   |   |   |   |   |    |    |   |

本場比賽兩邊派出和第二戰一模一樣的先發投手，強森在那場比賽投出了9局3安11K的超高水準完封勝；派提特當天開場也沒讓響尾蛇打線有太多機會，但在7局挨了一發三分砲，最後合計掉了4分吞敗。
一局下半，派提特才投了六個球就丟分：Tony Womack靠場地二壘安打上壘後，Danny Bautista用一壘安打把他送回來，不過第二戰至今手感冰冷的岡薩雷斯打出雙殺打，中斷了響尾蛇的攻勢。二局下半派提特又出狀況，開局前兩個打者Matt Williams和Reggie Sanders連續安打攻佔二三壘，派提特讓Jay Bell打出內野滾地球出局後，決定敬遠響尾蛇的捕手Damian Miller形成滿壘，要來抓下一棒的強森，雖然強森一如預期的也打出了一個不太營養的三壘方向滾地球導致三壘跑者在本壘前出局，但最後他拼老命跑上一壘，沒有造成雙殺，接下來的Womack和Bautista在第二局就敲出他們本日的第二安，響尾蛇連得三分，最終又是岡薩雷斯出來終止了這個半局，他在一三壘有人時被三振。三局下半，響尾蛇前兩個打者Greg Colbrunn和Matt Williams都成功上壘，托瑞看苗頭不對，趕快用Jay Witasick換下派提特，沒想到Witasick狀況比派提特還要更糟，就連強森跟岡薩雷斯都從他手中打出安打，響尾蛇這個半局殺紅了眼，一口氣打了九支安打外加一次保送灌進八分，比賽提早進入垃圾時間。
Witasick在第四局一樣沒有辦法阻止響尾蛇打者上壘後被換下，接手的Randy Choate沒能立刻止血，洋基在這局合計又掉了3分，不過只有2分為投手自責分（剩下一分是索利安諾的守備失誤造成的），而這些分數都要算在Witasick頭上。這讓他追平了上古名人堂巨投格羅佛·亞歷山大在即將退休前的1928年創下的一項不名譽紀錄：世界大賽單場8分自責分，在世界大賽單場總共失9分也差點要追上布里克亞德·甘迺迪在1903年7局掉10分的紀錄，不過甘迺迪當天主要是野手守備幫倒忙所致，他自責分只有4分。響尾蛇的先發投手強森這場比賽壓制力不如第二戰，今天7局就被打了6支安打和投出兩次保送，被上壘的人數是上一場的兩倍，其中包含六局上半連續的四支安打讓洋基得到兩分。不過在如此龐大的火力支援下，7局失2分跟完封勝也沒有多少差別，響尾蛇在背水一戰中大勝對手，兩隊將在明日的第七戰一決勝負。

### 第七戰：11月4日
- 亞利桑那州，鳳凰城，Bank One Ballpark

| 紐約洋基                                                                                                  | 0 | 0 | 0 | 0 | 0 | 0 | 1 | 1 | 0  | 2 | 6  | 3 |
| 亞利桑那響尾蛇                                                                                            | 0 | 0 | 0 | 0 | 0 | 1 | 0 | 0 | 2x | 3 | 11 | 0 |
| 勝投： 藍迪·強森 (3-0) 敗投： 馬里安諾·李維拉 (1-1) 全壘打： 洋基：阿方索·索利安諾（8上，1分） 響尾蛇：無 |   |   |   |   |   |   |   |   |    |   |    |   |

本場比賽兩邊分別派出了美聯賽揚獎和勝投第二名的克萊門斯，對戰國聯勝投王和賽揚獎第二名的席林。已經39歲的克萊門斯成為史上最老的季後賽第七戰先發，他在第三戰才以7局3安打失1分的好投帶領洋基拿下第一勝，經過僅僅四天休息後再度登板；34歲的席林更是要在連投第一戰和第四戰後休三天出賽，賽前全年累計已經投了297局的席林在前兩場出賽都是7局僅失1分的好投，不過金炳賢救援失手，砸掉了第四戰的勝利。
雖然兩邊先發投手都在顯然不太夠的休息天數後再次先發，但兩人開場仍舊發揮了不錯的壓制力，前五局兩隊沒有任何一個打者攻佔過三壘，最接近的一次是歐尼爾一局上半的二壘安打，他挑戰三壘時出局，讓洋基前六局形成另類的18上18下，而克萊門斯雖然被打了很多一壘安打，但也沒有造成重傷害。直到六局下半，響尾蛇靠著芬利和Danny Bautista連續的安打打下第一分，但七局上半洋基突破席林的封鎖，馬上回敬基特、歐尼爾和馬丁尼茲的三支一壘安打追平比分。
七局下半，照打線順序第一棒會是席林，在這個大家認為很有可能會代打連帶換投的時間點，席林仍舊上場被克萊門斯三振，宣告第八局他仍會續投。下一棒游擊手Tony Womack打出一支一壘安打後，托瑞上場用Mike Stanton換下了克萊門斯，不過因為Womack馬上盜壘失敗，結束了響尾蛇這個半局的攻勢。八局上半，洋基第一個上場的打者是前兩年都沒被放進季後賽名單、還在為生涯首冠奮鬥的新人索利安諾，他從席林手中敲出了價值連城的超前陽春砲，而席林解決掉布羅修斯後，代打Mike Stanton的賈斯提斯也敲出一壘安打，此時響尾蛇總教練Bob Brenly上場換投，新上場的Miguel Batista解決掉基特後，Brenly選擇派上前一天才投了超過一百球的強森上場對付今天有雙安演出的左打者歐尼爾，洋基則決定以右打的諾布勞克代打歐尼爾，不過強森仍然順利的解決諾布勞克。
此時，洋基毫不意外的派上了前年獲得世界大賽MVP的守護神李維拉。李維拉在本場比賽之前已經連續23場季後賽救援成功，他生涯直到這個時間點的季後賽防禦率是低到超乎想像的0.695，WHIP是0.824。他在第八局下半以三次三振結束響尾蛇的進攻，中間只穿插了芬利一支無關痛癢的一壘安打。九局上，強森續投，洋基這個半局的進攻以三上三下結束。比賽進入九局下，洋基以2比1領先，李維拉續投。
九局下半，第一個打者Mark Grace先打出了一壘安打，David Dellucci馬上上場代跑。下一棒Damian Miller決定觸擊推進，李維拉跟捕手波薩達也猜到了對方的意圖，不斷以內角球壓迫，一如他們預料，最後Miller的觸擊直接滾到了李維拉腳下，沒想到李維拉傳二壘時發生了要命的大暴傳，基特不僅沒能攔下這一球，左腳還因為要接這個球而被Dellucci踢中腳踝，形成零出局一二壘有人。David Dellucci原本有趁暴傳繼續挑戰三壘的可能性，不過他被受傷倒地的基特絆倒後只能停在二壘。響尾蛇沒有抗議這個可能的妨礙跑壘，不過洋基教練團也沒有質疑Dellucci是否有妨礙守備的嫌疑，僅是上來關心基特的狀況後回去，讓基特留在場上。此時表訂輪到投手強森上場打擊，而響尾蛇決定以Jay Bell上場代打，而他的假打真觸擊戰術又被李維拉的內角高球破解，球再次滾到李維拉面前，這次李維拉穩穩傳向三壘抓到出局數，此時打者才向一壘跑了差不多一半的距離，但布羅修斯為了求穩，選擇轉頭確認二壘跑者Miller的動向而沒有把球傳向一壘，此時場上情況是一出局一二壘有人，響尾蛇隊這時決定用Midre Cummings代跑Miller。輪到下一棒左打Womack，李維拉前兩顆內角球都沒有引誘到打者，改用外角球拿到了兩個好球數，第五球是和第一球一樣的內角高球，被已經看過一次的Womack逮個正著，這位全年OPS+才不過64的游擊手打出一支沿著右邊線飛出的強勁二壘安打，響尾蛇追平比分，不過右外野手Shane Spencer迅速的回傳把超前分擋在三壘。輪到本年度的國聯冠軍賽MVP康塞爾打擊，他也曾在1997世界大賽第七戰的九局下半打回關鍵追平分，不過他在今年世界大賽至今打擊率不到一成，這次他被李維拉的第二球打中手腕，李維拉向主審抗議，他認為康塞爾是主動去被球打的，應該只能給一個壞球，不過主審還是讓康塞爾上了一壘。
此時輪到在例行賽打了57轟和142分打點的岡薩雷茲打擊，這位響尾蛇本年度最讓人畏懼的打者在本次世界大賽除了第一戰之外的表現可以說是非常不理想，他也是李維拉今天第一個面對的打者，而李維拉把他三振掉了。到這個打席之前，岡薩雷茲今天上來四次全部出局，領到兩次三振，一局下的軟弱內野滾地球若不是因為康塞爾提前起跑還可能是一支雙殺打。平手時讓響尾蛇一出局攻佔滿壘的局面，在第五戰的十一局上半也曾發生過，當時洋基沒有進行任何的守備布陣，最後索利安諾精彩的攔下了Reggie Sanders的平飛球，李維拉再讓下一個打者打出三壘滾地球解決危機，不過當時是響尾蛇先攻，只要不要被打太多分，就還能希望最後一個半局的反攻，而此時響尾蛇只要再拿下一分，世界大賽就會結束，於是托瑞下令內野趨前。沒想到，讓洋基球迷最扼腕的事情發生了：岡薩雷茲打了一個游擊方向的小飛球，球在內外野紅土跟草皮交界處—一個如果基特如果沒有趨前的話很可能可以趕到的位子—落到地上，剛剛觸擊失敗的Jay Bell以超前分的身分回到本壘，響尾蛇以3比2贏下這場比賽。
響尾蛇在驚滔駭浪中贏下第七戰，成為新任的世界大賽冠軍。而響尾蛇成軍第四年就殺入世界大賽並奪冠，兩者都刷新了原本由馬林魚保持的紀錄。系列賽中17.1局失2分的強森和21.1局失4分的席林包下了球隊全部四場勝投，今年國聯賽揚獎票選前二的兩位投手精采的表現讓他們一同共享世界大賽MVP的榮譽，這也是兩人的第一座世界大賽冠軍。憑著全年例行賽和季後賽的出色表現，兩人還一同拿下了貝比魯斯獎和年度最佳體育人物兩項大獎。